# Scherma ai XIV Giochi del Mediterraneo
Le competizioni si sono svolte sia in ambito maschile che in ambito femminile, mettendo in palio un totale di 4 ori, 4 argenti e 8 bronzi nelle seguenti specialità:
- Fioretto
- Spada

## Podi

### Uomini
| Evento               | Oro             | Argento         | Bronzo                            |
| Spada                |                 |                 |                                   |
| Spada individuale    | Paolo Milanoli  | Jose Luis Abajo | Stephane Leroy Eduardo Sepúlveda  |
| Fioretto             |                 |                 |                                   |
| Fioretto individuale | Salvatore Sanzo | Marco Ramacci   | Maher Ben Aziza Jean Noel Ferrari |

### Donne
| Evento               | Oro                | Argento               | Bronzo                          |
| Spada                |                    |                       |                                 |
| Spada individuale    | Cristiana Cascioli | Rosa María Castillejo | Zahra Gamir Elena Torrecilla    |
| Fioretto             |                    |                       |                                 |
| Fioretto individuale | Valentina Vezzali  | Frida Scarpa          | Maria Rentoumi Adeline Wuillème |

## Medagliere
| Posizione | Paese   |   |   |   | Totale |
| --------- | ------- | - | - | - | ------ |
| 1         | Italia  | 4 | 2 | 0 | 6      |
| 2         | Spagna  | 0 | 2 | 2 | 4      |
| 3         | Francia | 0 | 0 | 3 | 3      |
| 4         | Tunisia | 0 | 0 | 1 | 1      |
| 4         | Algeria | 0 | 0 | 1 | 1      |
| 4         | Grecia  | 0 | 0 | 1 | 1      |
| Totale    | Totale  | 4 | 4 | 8 | 20     |